# Adiscus kabakovi
Adiscus kabakovi es un coleóptero de la familia Chrysomelidae.
Fue descrita científicamente por primera vez en 1987 por Medvedev & Samoderzhenkov.